# Cendana (Rantau Utara)
Cendana is een bestuurslaag in het regentschap Labuhan Batu van de provincie Noord-Sumatra, Indonesië. Cendana telt 6661 inwoners (volkstelling 2010).